# Caimanops amphiboluroides
Caimanops amphiboluroides là một loài thằn lằn trong họ Agamidae. Loài này được Lucas & Frost mô tả khoa học đầu tiên năm 1902.